# Морган, Эдвард Делмар
Эдвард Делмар Морган (19 апреля 1840 — 18 мая 1909) — английский исследователь, переводчик и писатель.

## Биография
Морган родился в Стратфорде, Эссекс, 19 апреля 1840 года в семье Эдварда Джона Моргана и Мэри Энн Парланд. Он посещал Итонский колледж с 1854 по 1857 год. После этого он с родителями жил в Санкт-Петербурге, где научился говорить по-русски. Он использовал своё свободное владение английским и русским, чтобы стать переводчиком. 25 сентября 1873 года он женился на Берте Джардин, у пары было семеро детей: четыре сына и трое дочерей.
За время жизни Морган много путешествовал. В 1872 году он отправился в Персию в компании сэра Джона Андервуда Бейтмана-Чемпейна (один из директоров Индоевропейской телеграфной компании), а также посетил Кульджу и его окрестности. Позже он проделал экспедиции на Украину, так как был знаком с местным языком и литературой. В 1883 году он отправился в нижнюю часть Конго, Восточная Африка, затем — в нефтяную область бакинского Кавказа.
Морган воспользовался своими знаниями языков, чтобы в 1876 году перевести с русского работу Николая Пржевальского «Монголия и страна тангутов», редактором стал сэр Генри Юль. В 1879 году он перевёл другой труд Пржевальского — «От Кульджи за Тянь-Шань и на Лоб-Нор», перевод вышел под редакцией сэра Томаса Дугласа Форсайта. За годы работы с обществом Хаклайт он сотрудничал с Ч. Г. Кутом в редактировании труда «Ранние путешествия и поездки в Россию и Персию Энтони Дженкинсона и других англичан».
Помимо путешествий и переводов Морган в течение 40 лет был членом Королевского географического общества и входил в состав его совета. Он и другие члены успешно убедили общество организовать Шестой Международный географический конгресс, который состоялся в 1895 году. Он также был почётным секретарем общества Хаклайт с 1886 по 1892 год, был почётным казначеем девятого Международного конгресса востоковедов в 1892 году в Лондоне (под председательством Макса Мюллера) и следил за его расходами в 1893 году. Последние годы жизни он провёл в Копторне, Суссекс, где и был похоронен после смерти 18 мая 1909 года.